# Rozpadła Grań

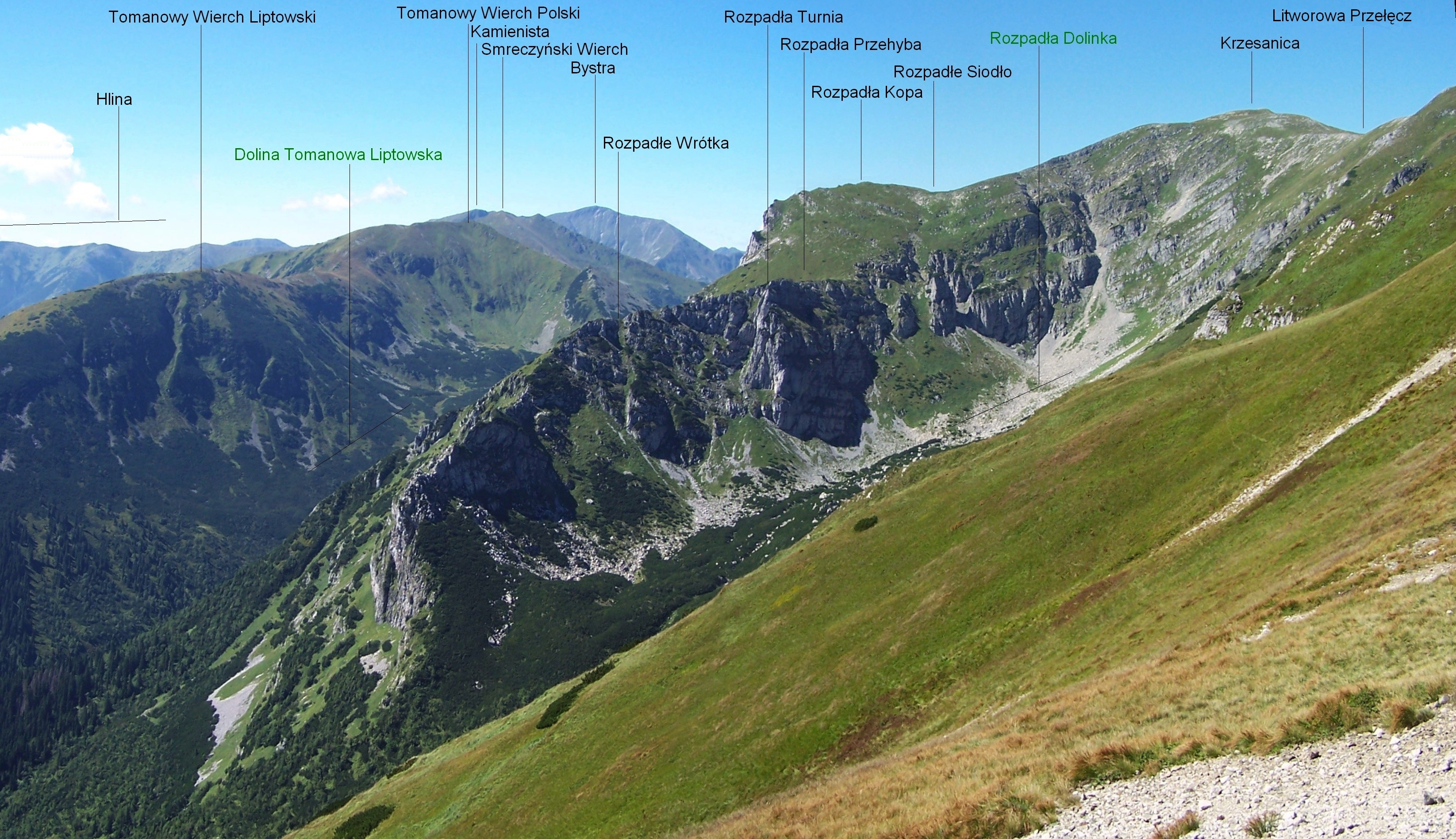
Szczegółowy opis grani. Widok z Suchego Wierchu Kondrackiego

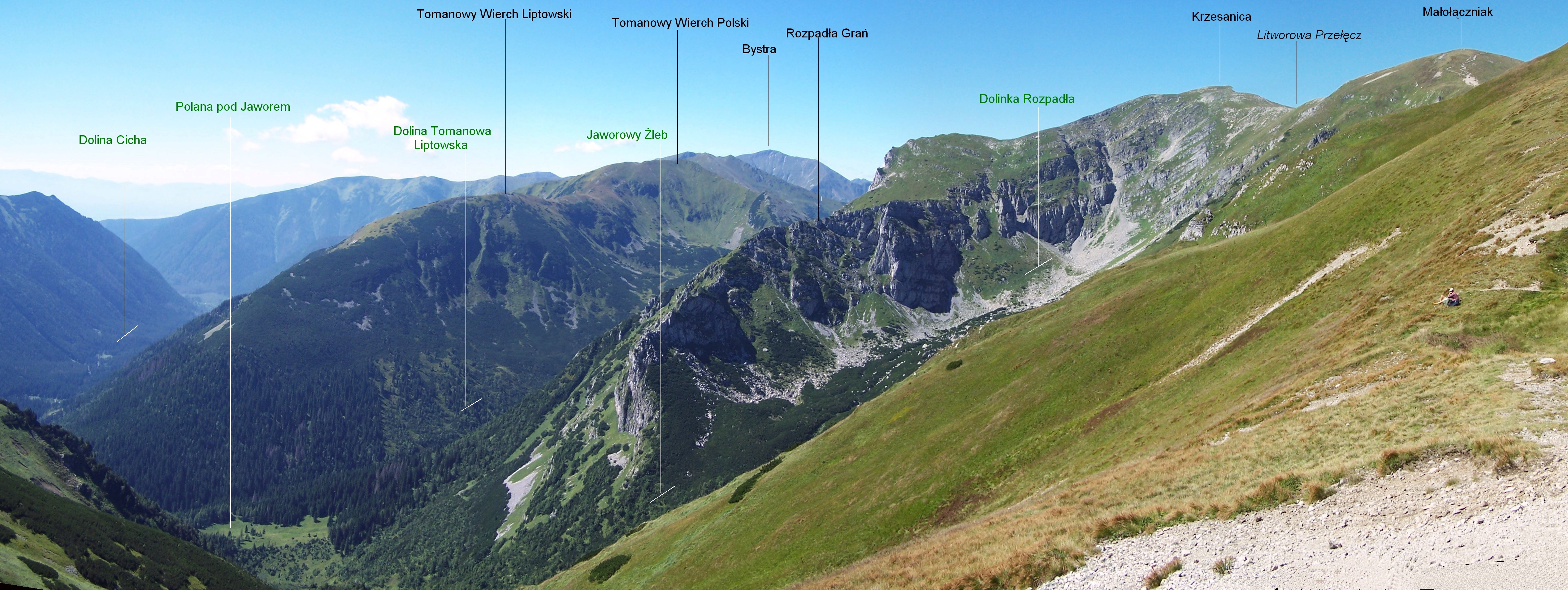
Widok z Suchego Wierchu Kondrackiego

Rozpadła Grań (słow. Rozpadlý hrebeň) – grań w słowackiej części Tatr odbiegająca w południowo-wschodnim kierunku od Krzesanicy do Doliny Cichej. Oddziela ona Dolinkę Rozpadłą od Świstówki Liptowskiej (w górnej części) i Doliny Tomanowej Liptowskiej (w dolnej części). W grani tej, rozpoczynając od Krzesanicy kolejno wyróżnia się następujące obiekty:
- przełączka Rozpadłe Siodło (ok. 1930 m)
- Rozpadła Kopa (ok. 1940 m)
- Rozpadła Przehyba (ok. 1870 m). Nieznaczna przełączka, trawiasta i niemal pozioma rówień. Do Dolinki Rozpadłej opada ścianą, natomiast do Doliny Tomanowej Liptowskiej opada spod niej żleb
- Rozpadła Turnia (ok. 1870 m)
- Rozpadłe Wrótka (ok. 1850 m).

Górny odcinek grani (do Rozpadłej Kopy) biegnie w południowym kierunku, dolny w południowo-wschodnim. Zbudowana ze skał osadowych (wapienie i dolomity) grań jest silnie zerodowana. Opisano w niej ponad 40 jaskiń. Wśród nich znajduje się najgłębsza jaskinia słowackich Tatr Zachodnich – Tomanowa Studnia o deniwelacji 160 m, a także Jaskinia Rozpadła, którą zbadał już w 1912 r. Mariusz Zaruski, schodząc do głębokości 45 m. Zachodnie oraz południowe stoki Rozpadłej Grani są trawiasto-piarżyste i z taternickiego punktu widzenia dość łatwe do przejścia. Najbardziej strome ściany znajdują się w stokach wschodnich, opadających do Dolinki Rozpadłej.